# Dolmen de Magacela
El dolmen de Magacela o dolmen de la Cerca del Marzo se encuentra al noreste de Magacela, cerca de Don Benito en la comarca de La Serena en el este de la provincia de Badajoz, en Extremadura, en España. La región de La Serena es un área con numerosos restos arqueológicos, como dólmenes, grabados rupestres, pinturas rupestres y estelas, que han sido ampliamente investigados debido a sus peculiaridades. 
El dolmen sin ajuar funerario de Magacela data del período calcolítico, lo que se ha inferido sobre la base de similitudes con dólmenes como el de Toriñuelo (en Badajoz) y Azután (en el oeste de la provincia de Toledo). La forma de la cámara redonda es similar a los dólmenes Cerro de la Barca, Carmonita y la Granja. 
Los restos del dolmen consisten en 12 ortostatos de granito dispuestos en un anillo, que forman una cámara redonda de aproximadamente 5 metros de diámetro. La altura media de los ortostatos es de 1,75 m. Es superado por los dos bloques de entrada de aproximadamente 2 m de altura.
Cinco de las piedras (presumiblemente también la piedra original n.° 5, que ha sido reemplazada) están grabadas en el interior.
- La piedra n.º 4 muestra la mayoría de los tipos de grabado, con un motivo solar de once rayos de aproximadamente 24 cm de diámetro. El motivo emplumado vertical de 41 × 22 cm, con hoyuelos en la parte superior e inferior, es único entre los grabados megalíticos de la península ibérica. En la parte inferior, un motivo de serpiente horizontal de aproximadamente 54 cm de largo apunta a un recipiente de 4 cm de diámetro. Hay varios cuencos de entre 3 y 8 cm de diámetro en el fondo de la piedra.
- El ortostato n.° 6 tiene hoyuelos de hasta 10 cm de diámetro, algunos con surcos largos (hasta 55 cm).
- Los ortóstatos 7 y 9 tienen motivos que son más difíciles de identificar.
- El ortostato n. ° 8 muestra una depresión ovalada de 31 × 19 cm en la parte superior, un motivo en forma de hoja similar al del n. ° 4, pero en posición horizontal, coronada por un hoyuelo de 4 cm y un hoyuelo en la parte inferior, además de un motivo con forma de gancho.

Las investigaciones indican un corredor no preservado de aproximadamente 9,0 metros de largo. Existen varias hipótesis para la antigua cubierta, una falsa cúpula, una gran losa de piedra o un techo de madera.